# Нудли
„Нудли“ или „нудели“ е макаронено изделие, подобно на фидето и е характерно за всички кухни от Източна и Югоизточна Азия[източник? (Поискан днес)]. Най-често се сервират охладени в комбинация с различни сосове или в горещи ястия.
Най-ранните сведения за нудли произлизат от северозападната част на днешен Китай преди около 4000 години.

## Япония
- „Рамен“ – пшеничени нудли, използвани за ястие, което включва нудли, вода, сол и месо (най-често свинско). Произходът им е от Китай, в Япония се появяват по време на управлението на императора Мейджи.
- „Ширатаки“ – специфичното за този вид е, че те са по-жилави и се използват главно като добавка за ястия като „оден“.
- „Соба“ – могат да бъдат сушени или пресни. Сервират се охладени или горещи в зависимост от ястието, например: зару соба – охладени, или тороро соба – горещи.
- „Удон“ – най-едрият вид нудли, сервиран в японската кухня. В горещите сезони се сервират охладени с добавка от различни сосове, а през по-студените – в комбинация с горещи ястия и супи.
- „Сомен“ – тънки бели нудли, най-често сервирани охладени с добавка от различни сосове. Те са едни от най-популярните и често употребявани ястия в Япония.